# Angelo Annaratone
Angelo Annaratone (Frascarolo, 23 agosto 1844 – Roma, 21 agosto 1922) è stato un politico e patriota italiano.
Seguace di Giuseppe Garibaldi, combatté a monte Suello e contro Carmine Crocco nel Sud. Fu poi prefetto di Brescia, Livorno, Firenze e Roma e nel 1905 salì al Senato.
Massone, fu membro del Grande Oriente d'Italia.